# 阿方斯·拉韦朗广场

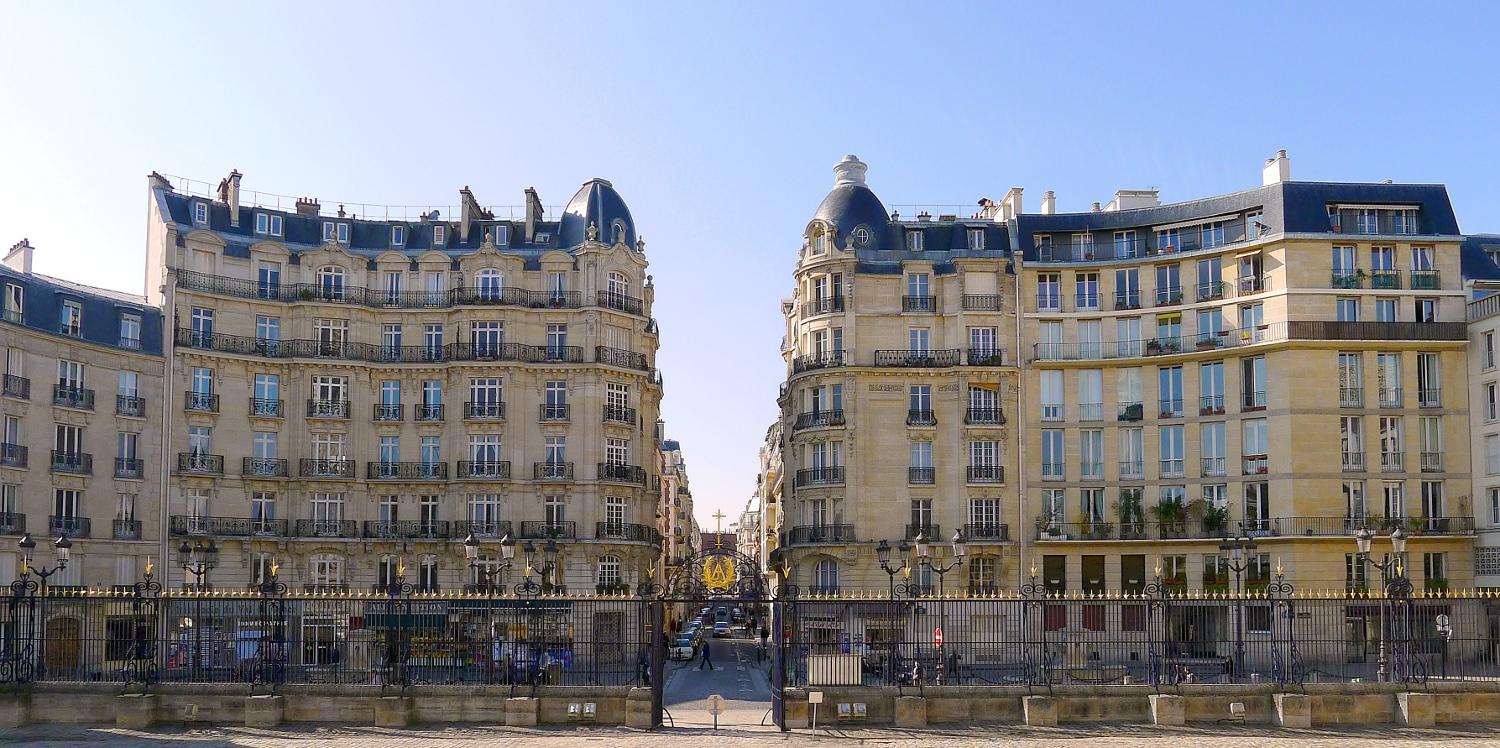

阿方斯·拉韦朗广场（Place Alphonse-Laveran）是巴黎第五区的一个矩形广场。长35米，宽20米。位于圣宠谷教堂（église du Val-de-Grâce）前，圣宠谷路（rue du Val-de-Grâce）和圣雅克路（rue Saint-Jacques）交汇处。

## 交通
阿方斯·拉韦朗广场附近的地铁站是大区快铁B线的皇港站和卢森堡站。

## 名称
阿方斯·拉韦朗广场得名于微生物学家阿方斯·拉韦朗 (1845-1922).

## 历史
阿方斯·拉韦朗广场命名于1930年12月8日。

## 建筑

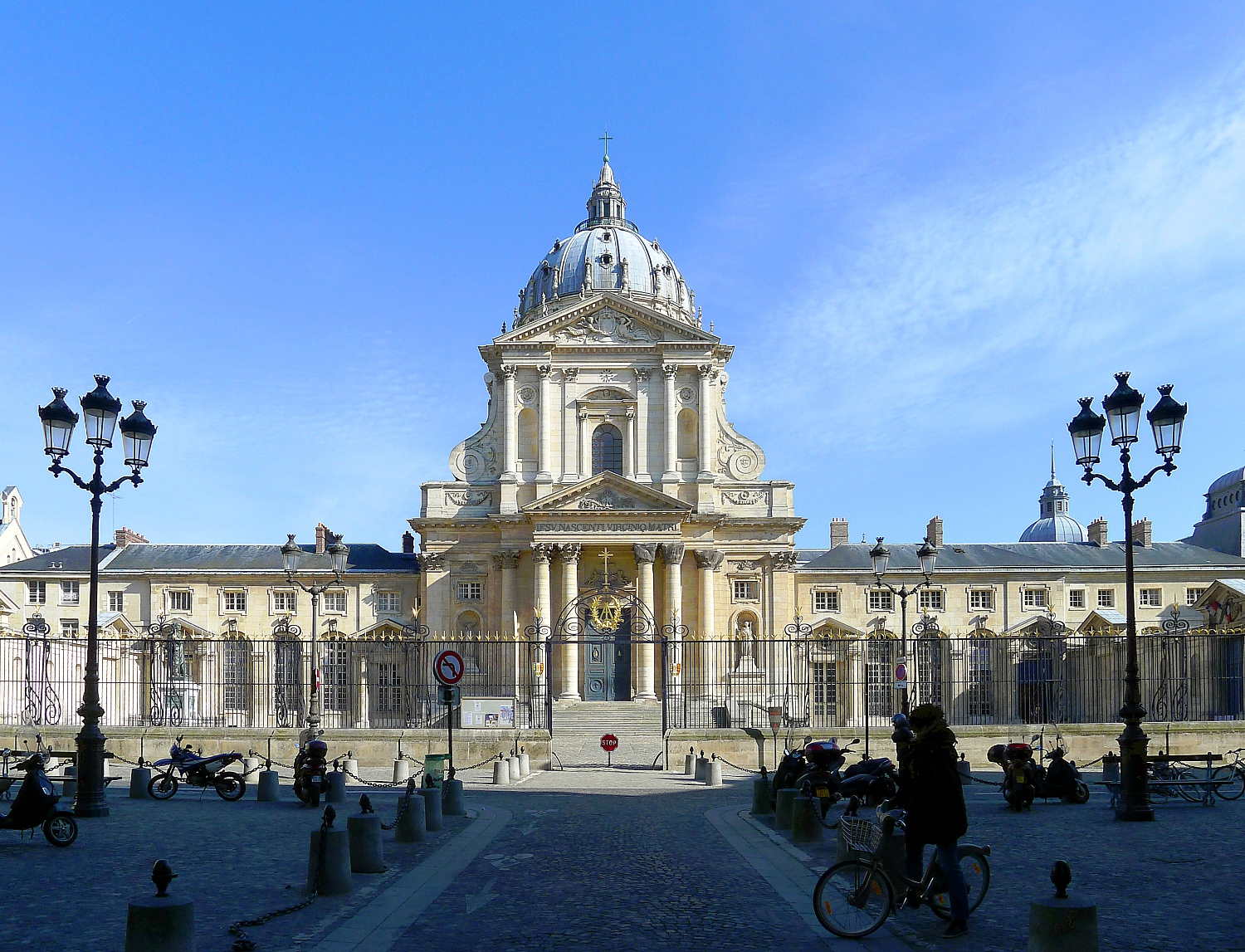
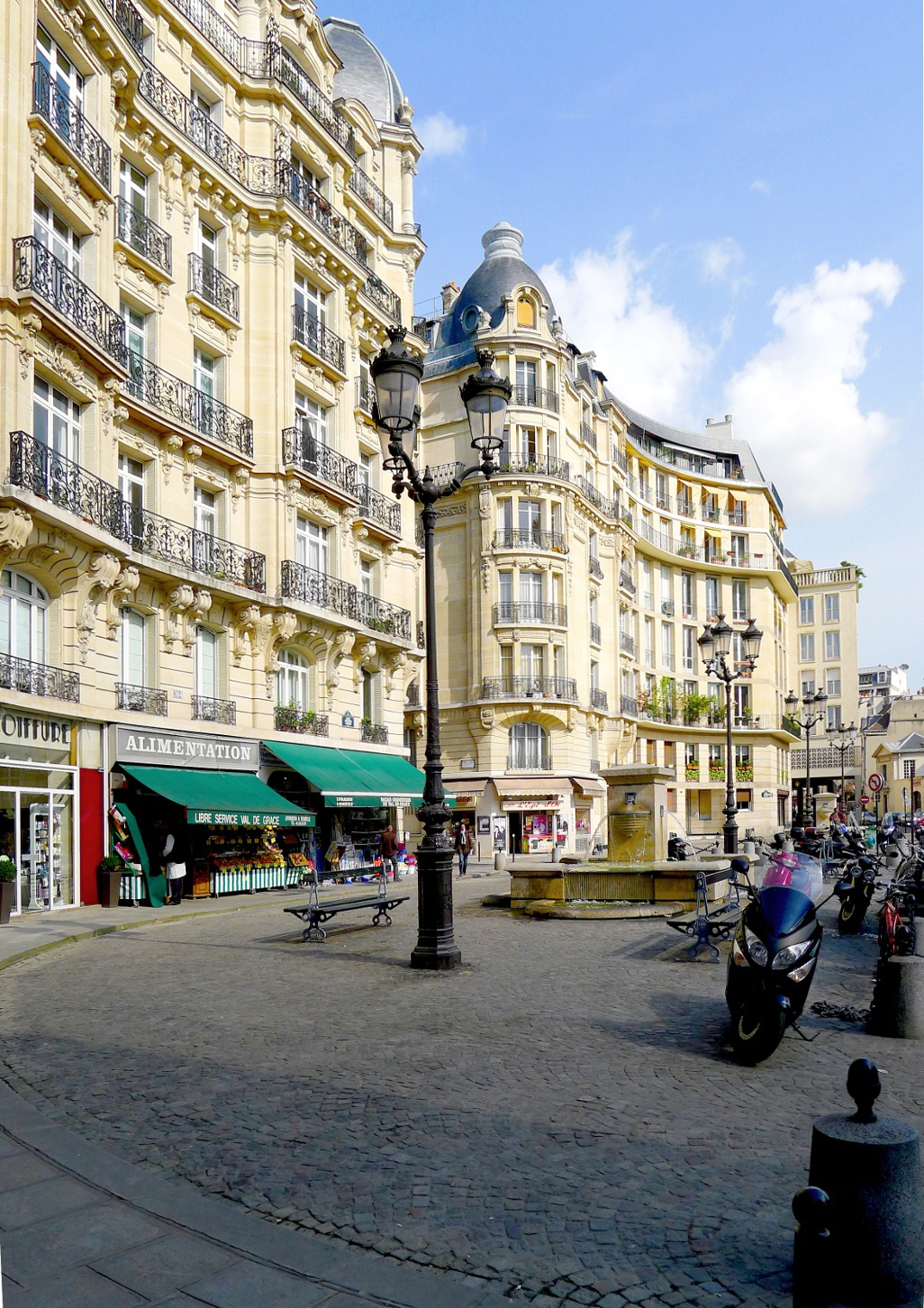
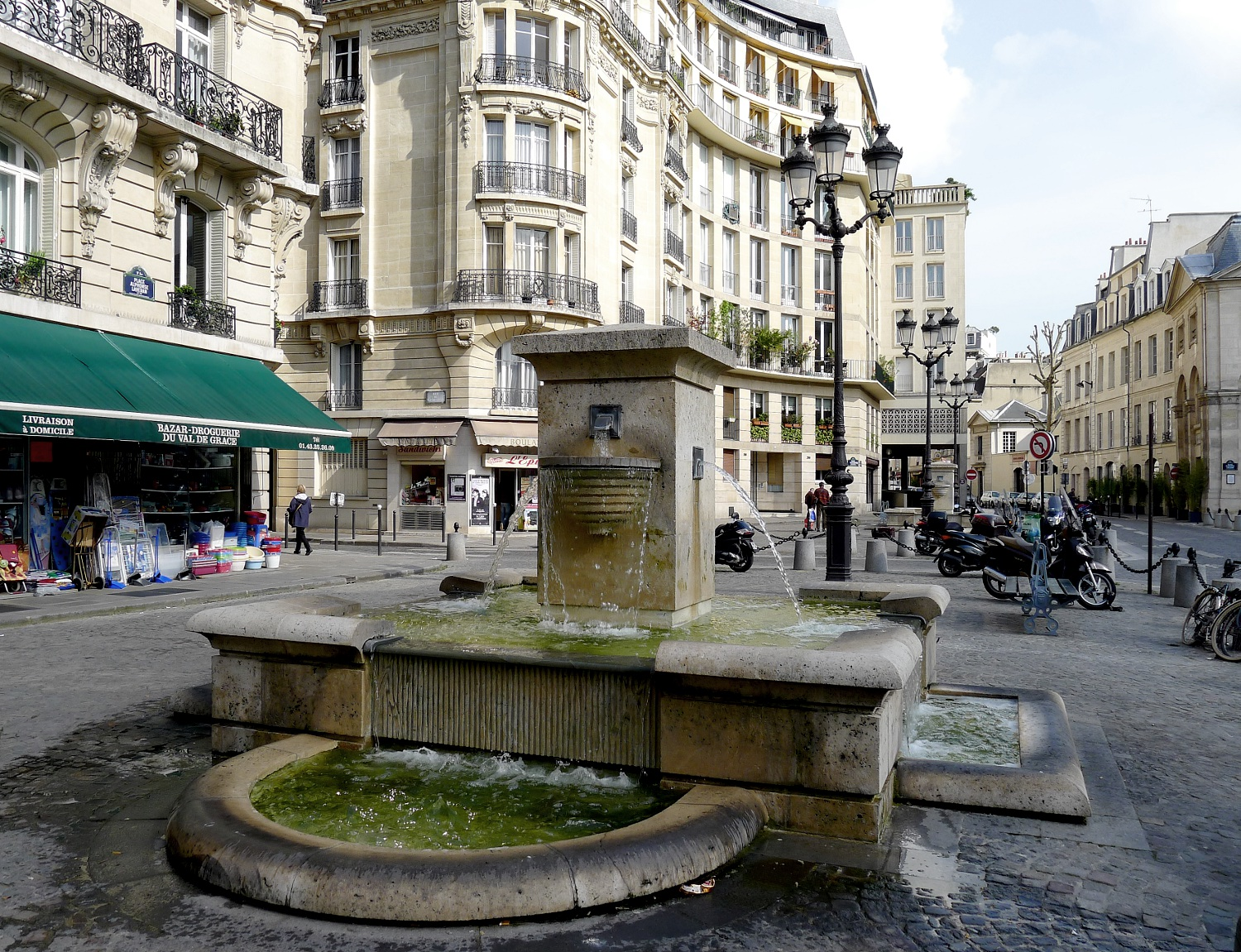

- 1号,圣宠谷医院和圣宠谷教堂。